# Línguas jê goyaz
As línguas Goyaz Jê (também Jê–Panará do norte :95) são um ramo das línguas Jê constituído pelas línguas Jê do Norte e Panará (e sua antecessora Kayapó do Sul ). :14–5Juntamente com as línguas Akuwẽ (Jê Central), formam o ramo Cerrado da família Jê.

## Fonologia

### início
O inventário consonantal do proto-goyaz Jê é quase idêntico ao do proto-norte Jê, diferindo deste por não apresentar contraste entre *ĵ e *j e não possuir o fonema */w/. O Jê proto-Goyaz possuía os sons *ĵ e *j, mas eles ocorriam em distribuição complementar naquela fase (em sílabas tônicas e átonas, respectivamente). No Jê protonorte, palavras com */w/ e */j/ (em sílabas tônicas) foram introduzidas de fontes desconhecidas (possivelmente por meio de empréstimos), como em *wet 'lagarto', *wewe 'borboleta' ou * jət 'batata-doce'.
No Proto-Goyaz Jê, as nasais subjacentes adquiriram uma frase oral precedendo um núcleo oral (isso é preservado em todas as línguas contemporâneas com exceção do Mẽbêngôkre, que não possui mais os alofones pós-oralizados das oclusivas nasais subjacentes).
|                 | labial                        | labial + rótico                  | dentioveolar                  | palatal                                                      | velar                         | velar + rótico                   |
| --------------- | ----------------------------- | -------------------------------- | ----------------------------- | ------------------------------------------------------------ | ----------------------------- | -------------------------------- |
| paradas sem voz | */p/ *[p]                     | */pɾ/ *[pɾ]                      | */t/ *[t]                     | */c/ *[c]                                                    | */k/ *[k]                     | */kɾ/ *[kɾ]                      |
| paradas sonoras | */b/ *[b]                     |                                  | (*/d/ *[d])                   |                                                              | */g/ (nasal *[ŋ], oral *[g])  |                                  |
| paradas nasais  | */m/ (nasal *[m], oral *[mb]) | */mɾ/ (nasal *[mɾ], oral *[mbɾ]) | */n/ (nasal *[n], oral *[nd]) | */ɲ/ (nasal—, oral *[ɲɟ])                                    | */ŋ/ (nasal *[ŋ], oral *[ŋg]) | */ŋɾ/ (nasal *[ŋɾ], oral *[ŋgɾ]) |
| sonorantes      |                               |                                  | */ɾ/ *[ɾ]                     | */j/ (nasal *[ɲ], oral e estressado *[ɟ], oral e átona *[j]) |                               |                                  |

A tabela a seguir mostra os reflexos usuais das investidas do Proto-Goyaz Jê no Proto-Jê do Norte e nos Panará.
| Proto-Goyaz Jê | Proto-Norte Jê | Panará                                                |
| -------------- | -------------- | ----------------------------------------------------- |
| *p*/p/         | *p*/p/         | p /p/                                                 |
| *mb */m/       | *mb */mb/      | np /m/                                                |
| *milímetros/   | *milímetros/   | m /m/                                                 |
| *pr */pɾ/      | *pr */pɾ/      | pj /pj/, pr /pɾ/                                      |
| *mbr */mɾ/     | *mbr */mɾ/     | npj /mj/, npr /mɾ/                                    |
| *senhor */mɾ/  | *senhor */mɾ/  | ?                                                     |
| *b*/b/         | *b*/b/         | p /p/                                                 |
| *t */t/        | *t */t/        | t /t/                                                 |
| *nd */n/       | *nd */n/       | nt /n/                                                |
| *n */n/        | *n */n/        | n /n/                                                 |
| *d*/d/         | *d*/d/         | h /∅/                                                 |
| *r */ɾ/        | *r */ɾ/        | j /j/, r /ɾ/                                          |
| *c*/c/         | *c*/c/         | s /s/                                                 |
| *nĵ */ɲ/       | *nĵ */ɲ/       | ns /ɲ/                                                |
| *ñ */j/        | *ñ */ɟ/        | j /j/                                                 |
| *ĵ */j/        | *ĵ */ɟ/        | s /s/                                                 |
| *j*/j/         | *j*/ɟ/         | j /j/                                                 |
| *k*/k/         | *k*/k/         | k /k/ ( *kaC- > aC-, *kaNC- > nãnC-, *kuC- > [i]CC- ) |
| *ŋg */ŋ/       | *ŋg /ŋ/        | nk /ŋ/                                                |
| *ŋ */ŋ/        | *ŋ /ŋ/         | nk /ŋ/                                                |
| *kr */kɾ/      | *kr /kɾ/       | kj /kj/, kr /kɾ/                                      |
| *ŋgr */ŋɾ/     | *ŋgr /ŋɾ/      | ŋkj /ŋj/                                              |
| *ŋr */ŋɾ/      | *ŋr /ŋɾ/       | ŋkj /ŋj/                                              |
| *g*/g/         | *g /g/         | k /k/                                                 |

## Inovações
Há inovações fonológicas e lexicais que identificam Goyaz Jê como um grupo válido.

### Fortição de */wj/
Nas línguas Goyaz Jê, o proto-cerrado *w é refletido principalmente como uma oclusiva ( Panará / Timbira / Apinajé / Kĩsêdjê p, Mẽbêngôkre b ; apenas Tapayúna tem w ). Isso tem sido atribuído à mudança sonora Proto-Cerrado *w > Proto-Goyaz Jê *b. :159Exemplos:  :451–2, 470
- Proto-Cerrado *wĩ > Proto-Goyaz Jê *bĩ 'matar (singular) ';
- Proto-Cerrado *waj' > Proto-Goyaz Jê *ba 'I (nominativo) ';
- Proto-Cerrado *wê > Proto-Goyaz Jê *bê ' ablativo e malefativo ';
- Proto-Cerrado *jawê > Proto-Goyaz Jê *jabê 'confiável';
- Proto-Cerrado *wêkê > Proto-Goyaz Jê *bêkê 'perdiz'.

A fortificação do Proto-Cerrado *j em sílabas tônicas também foi proposta como uma inovação definidora do Proto-Goyaz Jê. :159

### Nasalização de */auy/
As vogais orais */auy/ do Proto-Cerrado foram nasalizadas precedendo a coda nasal *-m' do Proto-Goyaz Jê:  :88
- Proto-Cerrado *kumtym' > Proto-Goyaz Jê *kũmtỹm 'capivara';
- Proto-Cerrado *tum' > Proto-Goyaz Jê *tũm 'velho', etc.

### Redução de */y/ após velares
A vogal *y do Proto-Cerrado foi rebaixada para *ə após os onsets velares. :88,467–8,473
- Proto-Cerrado *kyj' > Proto-Goyaz Jê *kə 'pele, casca, cobertura';
- Proto-Cerrado *ky > Proto-Goyaz Jê *kə 'cantar (dos pássaros), assobiar';
- Proto-Cerrado *ky > Proto-Goyaz Jê *kə 'cortar (plural) ';
- Proto-Cerrado *ŋgy > Proto-Goyaz Jê *ŋgə 'casa dos homens'.

### Outras mudanças
Outras mudanças incluem:  :88, 90
- perda das codas do Proto-Cerrado *-m, *-n, *-j' ;
- Proto-Cerrado *-pr(') > Proto-Goyaz Jê *-r(') ;
- Proto-Cerrado *-d > Proto-Goyaz Jê *-r ;
- Proto-Cerrado *ja > Proto-Goyaz Jê *jê ~ *î ;
- Proto-Cerrado *wa > Proto-Goyaz Jê *wa ~ *û (mas *wə̂ em sílabas fechadas);
- Proto-Cerrado *pᵊ- > Proto-Goyaz Jê *py- / *pu- (conforme harmonia labial).